# Straight out the Jungle
Albums de Jungle Brothers
Done by the Forces of Nature
(1989)
Singles
1. I'll House You
Sortie : 1989

Straight out the Jungle est le premier album studio des Jungle Brothers, sorti le 8 novembre 1988.
L'album s'est classé 39e au Top R&B/Hip-Hop Albums.
NME l'a rangé à la 35e place de sa liste des « albums de 1988 ».
En 1998, le magazine The Source l'a inclus dans sa liste des « 100 meilleurs albums de rap ».

## Liste des titres
| No  | Titre                               | Contient un (des) sample(s) de | Durée |
| --- | ----------------------------------- | --- | ----- |
| 1.  | Straight Out of the Jungle          | Mango Meat de Mandrill Kissing My Love de Bill Withers Weya de Manu Dibango The Message de Grandmaster Flash and The Furious Five featuring Grandmaster Melle Mel et Duke Bootee (1982)                                                                            | 4:00  |
| 2.  | What's Going On                     | What's Going On de Marvin Gaye N.T. de Kool & The Gang | 4:07  |
| 3.  | Black Is Black (featuring Q-Tip)    | The Bottle de Gil Scott-Heron et Brian Jackson Sport de Lightnin' Rod featuring Kool & The Gang Controversy de Prince 9 'Till 5 des Meters | 3:58  |
| 4.  | Jimbrowski (featuring DJ Red Alert) | Good Old Music de Funkadelic Funkin' for Jamaica (N.Y.) de Tom Browne The Black Prince Has Arrived de Jimmie Walker | 4:30  |
| 5.  | I'm Gonna Do You                    | Rigor Mortis des Meters Groovy Lady des Meters | 3:22  |
| 6.  | I'll House You                      | Can You Party de Royal House Optimo de Liquid Liquid Fire & Fury Grass Roots Speech (Side Two) de Malcolm X Don't Make Me Wait (Special Version) des Peech Boys Main Theme From Star Wars de David Matthews Gordy's Groove de Choice M.C.'s featuring Fresh Gordon | 4:59  |
| 7.  | On the Run                          | The Mexican de Babe Ruth It's Just Begun du Jimmy Castor Bunch Give It to You d'Upp Jam on the Groove de Ralph MacDonald I Can't Stop de John Davis and the Monster Orchestra                                                                                      | 4:06  |
| 8.  | Behind the Bush                     | Joy d'Isaac Hayes Mercy Mercy Me (The Ecology) de Grover Washington, Jr. Get on Up and Dance d'Eddie Harris | 3:35  |
| 9.  | Because I Got It Like That          | You Can Make It if You Try de Sly and the Family Stone | 4:38  |
| 10. | Braggin & Boastin                   | Impeach the President des Honey Drippers God Make Me Funky des Headhunters featuring The Pointer Sisters | 3:53  |
| 11. | Sounds of the Safari                | King Kong du Jimmy Castor Bunch Sing Sing de Gaz The Jam du Graham Central Station Mourning Doves in Pet Shop d'Audio Fidelity Records Chimps in Pet Shop d'Audio Fidelity Records Shaft in Africa (Addis) de Johnny Pate Jimbrowski des Jungle Brothers           | 3:01  |
| 12. | Jimmy's Bonus Beat                  | Jimbrowski des Jungle Brothers | 1:14  |
| 13. | The Promo (featuring Q-Tip)         | | 3:35  |